# Arnost Kraus
 (janvier 2019).
Si vous disposez d'ouvrages ou d'articles de référence ou si vous connaissez des sites web de qualité traitant du thème abordé ici, merci de compléter l'article en donnant les références utiles à sa vérifiabilité et en les liant à la section « Notes et références ».
Pour les articles homonymes, voir Kraus.
Arnost Kraus, né le 19 novembre 1973 à Amsterdam,, est un acteur néerlandais.

## Filmographie

### Cinéma et téléfilms
- 1994 : 12 steden, 13 ongelukken (nl) : Jorik van Bijleveld
- 1997 : Fort Alpha (nl) : Carlo
- 1998 : Goudkust (nl) : Le touriste
- 1999 : Goede tijden, slechte tijden : William Smit
- 2000 : Westenwind (nl) : Alex
- 2004 : Erik of het klein insectenboek (nl) : Dagtor
- 2004 : Sophie en Arthur : De Lange
- 2006 : Lieve lust (nl) : Alex
- 2006 : Van Speijk : La serveuse
- 2006 : Met één been in het graf (nl) : Martijn de Wilde
- 2008-2010 : Onderweg naar Morgen : Adri Mans
- 2009 : Shouf Shouf! (nl) : Le policier
- 2010 : Loft (nl) : L'homme de la soirée de bénéfice
- 2011 : De Heineken Ontvoering (nl) : Le détective adjoint
- 2012 : Magistratus: Overtura : Meindert
- 2013 : Moordvrouw : AT-er
- 2014 : Flikken Maastricht : Karel Brands
- 2014 : A'dam - E.V.A. (nl) : Le voisin de Sander
- 2015 : Dagboek van een callgirl (nl) : Rick Benschop
- 2016 : Rokjesdag (nl) : Le cowboy solitaire
- 2016 : Dokter Tinus : Bram Verdonschot
- 2016 : Vlucht HS13 (nl) : Le gardien de sécurité
- 2016 : Mijn kleine grote broer : Le maître nageur
- 2016 : Centraal Medisch Centrum (nl) : Le frère ambulancier
- 2016-2018 : Flikken Rotterdam (nl) : Le détective d'État Van Looy
- 2017 : De mannen van dokter Anne : Samuel Boermans
- 2017 : Hunter Street : L'homme de main brûlé
- 2017 : Molly : Le comte
- 2017 : Ghost Corp : Harry
- 2018 : De Spa (nl) : Morre
- 2018 : Drift[Quoi ?] : Franck
- 2018 : Ik Weet Wie Je Bent (nl) : Billy